# Ščokino
Ščokino (rusky Щёкино) je město v Tulské oblasti v Ruské federaci. Při sčítání lidu v roce 2010 mělo bezmála šedesát tisíc obyvatel.

## Poloha
Ščokino leží v severní části Středoruské vysočiny. Od Tuly, správního střediska celé oblasti, je Ščokino vzdáleno přibližně patnáct kilometrů na jihozápad, od Moskvy, hlavního města federace, přibližně dvě stě kilometrů na jih.
Blízka města jsou Sovetsk deset kilometrů na jihovýchod, Lipki třináct kilometrů na jihovýchod a Bolochovo jednadvacet kilometrů na severovýchod.

## Dějiny
Sídlo zde vzniklo v čtyřicátých letech devatenáctého století v souvislosti s výstavbou silnice z Moskvy přes Tulu do Orlu, ke které přibyla o dvě desetiletí později také železniční trať, která je dnes součástí delší tratě z Moskvy přes Kursk a Charkiv do Simferopolu.
Vlastní Ščokino bylo založeno ale až v roce 1870 a městem se stalo v roce 1938.
Za druhé světové války bylo Ščokino obsazeno německou armádou jen krátce – od října do prosince 1941 během bitvy před Moskvou.

### Rodáci
- Sergej Zaljotin (*1962), kosmonaut
- Taťjana Ledovská (*1966), překážková běžkyně
- Igor Talkov (1956 - 1991), zpěvák a básník